# Steven Ray
Steven Ray (ur. 25 marca 1990 w Kirkcaldy) – szkocki zawodnik mieszanych sztuk walki w wadze lekkiej, mistrz dwóch brytyjskich organizacji BAMMA w wadze lekkiej (2012) i dwukrotny mistrz Cage Warriors w wadze lekkiej (2013, 2014). Od 2015 występuje w największej organizacji MMA na świecie UFC.

## Osiągnięcia

### Mieszane sztuki walki
- 2011: mistrz Total Combat European w wadze półśredniej
- 2011: mistrz Scottish Fight Challenge w wadze półśredniej
- 2011: finalista turnieju On Top w wadze półśredniej
- 2012–2013: mistrz BAMMA w wadze lekkiej
- 2013: zwycięzca turnieju Cage Warriors w wadze lekkiej
- 2013: mistrz Cage Warriors w wadze lekkiej
- 2014–2015: mistrz Cage Warriors w wadze lekkiej[3]
- 2022: Finalista turnieju PFL w wadze lekkiej[4]

## Lista zawodowych walk MMA
| Wynik     | Bilans | Przeciwnik (bilans przed walką) | Rozstrzygnięcie                             | Runda | Czas | Rozgrywki                               | Data       | Miejsce             | Uwagi                                                                                          |
| --------- | ------ | ------------------------------- | ------------------------------------------- | ----- | ---- | --------------------------------------- | ---------- | ------------------- | ---------------------------------------------------------------------------------------------- |
| Wygrana   | 26-13  | Lewis Long (19-7)               | Poddanie (Twister)                          | 1     | 4:24 | PFL Europe 3: 2024 Playoffs             | 28.09.2024 | Glasgow             | Main Event                                                                                     |
| Przegrana | 25-13  | Clay Collard (22-10)            | TKO (ciosy pięściami)                       | 2     | 1:04 | PFL 6: 2023 Regular Season              | 23.06.2023 | Atlanta             | Playoffy sezonu regularnego PFL 2023 w wadze lekkiej                                           |
| Przegrana | 25-12  | Natan Schulte (23-5-1)          | Decyzja (jednogłośna)                       | 3     | 5:00 | PFL 3: 2023 Regular Season              | 14.04.2023 | Las Vegas           | Playoffy sezonu regularnego PFL 2023 w wadze lekkiej                                           |
| Przegrana | 25-11  | Olivier Aubin-Mercier (16-5)    | KO (prawy hak)                              | 2     | 4:40 | PFL 10: 2022 Championships              | 25.11.2022 | Nowy Jork           | Finał turnieju PFL 2022 w wadze lekkiej                                                        |
| Wygrana   | 25-10  | Anthony Pettis (25-13)          | Decyzja (jednogłośna)                       | 3     | 5:00 | PFL 7: 2022 Playoffs                    | 05.08.2022 | Nowy Jork           | Półfinały turnieju PFL 2022 w wadze lekkiej                                                    |
| Wygrana   | 24-10  | Anthony Pettis (25-12)          | Poddanie (modified Body Lock)               | 2     | 3:57 | PFL 2022 #5: Regular Season             | 24.06.2022 | Atlanta             | Playoffy sezonu regularnego PFL 2022                                                           |
| Przegrana | 23-10  | Alex Martinez (8-2)             | Decyzja (jednogłośna)                       | 3     | 5:00 | PFL 2022 #1: Regular Season             | 20.04.2022 | Arlington           | Debiut w PFL. Playoffy sezonu regularnego PFL 2022                                             |
| Wygrana   | 23-9   | Michael Johnson (19-14)         | Decyzja (większościowa)                     | 3     | 5:00 | UFC Fight Night: Maia vs. Askren        | 26.10.2019 | Kallang             |                                                                                                |
| Przegrana | 22-9   | Leonardo Santos (16-3-1)        | TKO (ciosy pięściami)                       | 1     | 2:17 | UFC on ESPN+ 10: Gustafsson vs. Smith   | 01.06.2019 | Sztokholm           |                                                                                                |
| Wygrana   | 22-8   | Jessin Ayari (16-4)             | Decyzja (jednogłośna)                       | 3     | 5:00 | UFC Fight Night: Volkan vs. Smith       | 27.10.2018 | Moncton             |                                                                                                |
| Przegrana | 21-8   | Kajan Johnson (22-12-1)         | Decyzja (niejednogłośna)                    | 3     | 5:00 | UFC Fight Night: Werdum vs. Volkov      | 17.03.2018 | Londyn              |                                                                                                |
| Przegrana | 21-7   | Paul Felder (13-3)              | TKO (ciosy pięściami)                       | 1     | 3:57 | UFC Fight Night: Nelson vs. Ponzinibbio | 16.07.2017 | Glasgow             |                                                                                                |
| Wygrana   | 21-6   | Joe Lauzon (27-12)              | Decyzja (większościowa)                     | 3     | 5:00 | UFC Fight Night: Lobov vs. Swanson      | 22.04.2017 | Nashville           |                                                                                                |
| Wygrana   | 20-6   | Ross Pearson (19-12)            | Decyzja (niejednogłośna)                    | 3     | 5:00 | UFC Fight Night: Mousasi vs. Hall 2     | 19.11.2016 | Belfast             |                                                                                                |
| Przegrana | 19-6   | Alan Patrick Silva Alves (13-1) | Decyzja (jednogłośna)                       | 3     | 5:00 | UFC Fight Night: Cyborg vs. Lansberg    | 24.09.2016 | Brasília            |                                                                                                |
| Wygrana   | 19-5   | Mickael Lebout (14-4-2)         | Decyzja (jednogłośna)                       | 3     | 5:00 | UFC Fight Night: Holohan vs. Smolka     | 24.10.2015 | Dublin              |                                                                                                |
| Wygrana   | 18-5   | Leonardo Mafra (12-2)           | TKO (ciosy pięściami)                       | 1     | 2:30 | UFC Fight Night: Bisping vs. Leites     | 18.07.2015 | Glasgow             | Bonus za występ wieczoru                                                                       |
| Wygrana   | 17-5   | Marcin Bandel (13-3)            | TKO (ciosy pięściami)                       | 2     | 1:35 | UFC Fight Night: Gonzaga vs Cro Cop 2   | 11.04.2015 | Kraków              | Debiut w UFC                                                                                   |
| Wygrana   | 16-5   | Curt Warburton (13-5)           | Poddanie (duszenie zza pleców)              | 2     | 2:00 | CWFC 73                                 | 01.11.2014 | Newcastle upon Tyne | Obronił pas mistrza Cage Warriors w wadze lekkiej                                              |
| Wygrana   | 15-5   | Curt Warburton (13-4)           | Decyzja (niejednogłośna)                    | 5     | 5:00 | CWFC 69 – Super Saturday                | 07.06.2014 | Newcastle upon Tyne | Zdobył pas mistrza Cage Warriors w wadze lekkiej                                               |
| Przegrana | 14-5   | Ivan Buchinger (24-4)           | Poddanie (duszenie zza pleców)              | 4     | 3:43 | CWFC 63                                 | 31.12.2013 | Dublin              | Stracił pas mistrza Cage Warriors w wadze lekkiej                                              |
| Wygrana   | 14-4   | Sean Carter (7-0)               | Poddanie (duszenie zza pleców)              | 1     | 4:40 | CWFC 60                                 | 05.10.2013 | Londyn              | Zdobył pas mistrza Cage Warriors w wadze lekkiej. Wygrał turniej Cage Warriors w wadze lekkiej |
| Wygrana   | 13-4   | Jason Ball (20-12)              | Decyzja (jednogłośna)                       | 2     | 5:00 | CWFC 60                                 | 05.10.2013 | Londyn              | Półfinał turnieju Cage Warriors w wadze lekkiej                                                |
| Przegrana | 12-4   | Curt Warburton (11-3)           | Decyzja (jednogłośna)                       | 3     | 5:00 | BAMMA 12                                | 09.03.2013 | Newcastle upon Tyne | Stracił pas mistrza BAMMA w wadze lekkiej                                                      |
| Wygrana   | 12-3   | Dale Hardiman (9-3)             | Decyzja (jednogłośna)                       | 3     | 5:00 | BAMMA 11                                | 02.12.2012 | Birmingham          | Zdobył pas mistrza BAMMA w wadze lekkiej                                                       |
| Wygrana   | 11-3   | Stuart Barrs (6-6)              | TKO (ciosy pięściami)                       | 2     | 3:37 | Caledonian Combat 1 – The Gathering     | 21.07.2012 | Inverness           | Debiut w wadze lekkiej                                                                         |
| Wygrana   | 10-3   | Qasim Shafiq (5-1)              | Poddanie (dźwignia prosta na staw łokciowy) | 1     | 1:02 | OT – On Top 5                           | 02.06.2012 | Glasgow             |                                                                                                |
| Przegrana | 9-3    | Assan Njie (11-3)               | Poddanie (duszenie gilotynowe)              | 2     | 2:29 | Cage Warriors Fight Night 4             | 15.03.2012 | Dubaj               |                                                                                                |
| Wygrana   | 9-2    | Vaidas Valancius (11-7-2)       | KO (ciosy pięściami)                        | 1     | 2:41 | OT – On Top 4                           | 25.02.2012 | Glasgow             |                                                                                                |
| Wygrana   | 8-2    | John Quinn (8-1-1)              | KO (ciosy pięściami)                        | 1     | 0:57 | OT – On Top 3                           | 24.09.2011 | Glasgow             |                                                                                                |
| Przegrana | 7-2    | Nico Musoke (5-1)               | Poddanie (duszenie zza pleców)              | 1     | 4:56 | OT – On Top 2                           | 18.06.2011 | Glasgow             | Finał turnieju On Top w wadze półśredniej                                                      |
| Wygrana   | 7-1    | Merv Mulholland (7-3)           | Poddanie (duszenie trójkątne rękoma)        | 3     | ?    | OT – On Top 2                           | 18.06.2011 | Glasgow             | Półfinał turnieju On Top w wadze półśredniej                                                   |
| Wygrana   | 6-1    | Scott Ward (4-4)                | TKO (ciosy pięściami)                       | 3     | ?    | SFC 4 – Resolution                      | 17.04.2011 | Durham              | Zdobył pas mistrza Scottish Fight Challenge w wadze półśredniej                                |
| Wygrana   | 5-1    | Davey Parker (1-1)              | Poddanie (duszenie trójkątne rękoma)        | 1     | 2:14 | Total Combat 39                         | 12.03.2011 | Durham              | Zdobył pas mistrza Total Combat European w wadze półśredniej                                   |
| Przegrana | 4-1    | Dan Hope (7-2)                  | Poddanie (dźwignia prosta na staw łokciowy) | 1     | ?    | Honour 4                                | 27.11.2010 | Aberdeen            |                                                                                                |
| Wygrana   | 4-0    | Mark Young (0-0)                | Poddanie (klucz na rękę)                    | 1     | ?    | SFC 3 – Showdown                        | 10.10.2010 | Stirling            |                                                                                                |
| Wygrana   | 3-0    | Vincent del Guerra (7-1)        | Decyzja (jednogłośna)                       | 2     | 5:00 | SFC 3 – Showdown                        | 10.10.2010 | Stirling            |                                                                                                |
| Wygrana   | 2-0    | Loic Marty (2-2)                | Poddanie (duszenie D'arce)                  | 1     | ?    | BatB                                    | 25.07.2010 | Fife                |                                                                                                |
| Wygrana   | 1-0    | Shaun Edmondson (0-0)           | KO (ciosy pięściami)                        | 1     | 1:54 | SFC 2 – Retribution                     | 27.06.2010 | Stirling            | Debiut w MMA                                                                                   |